# 萝宾·伯奇
萝宾·伯奇（英語：Robyn Birch，1994年1月10日—），英国女子跳水运动员。她曾代表英格兰参加2022年英联邦运动会跳水比赛，搭档埃米莉·马丁获得女子双人10米跳台铜牌。